# Spirobassia hirsuta
Spirobassia es un género monotípico de plantas fanerógamas pertenecientes a la familia Amaranthaceae. Su única especie: Spirobassia hirsuta, es originaria del norte del Mediterráneo hasta el sur de Siberia.

## Taxonomía
Spirobassia hirsuta fue descrita por  (L.) Freitag & G.Kadereit. 
Sinonimia
- Bassia hirsuta (L.) Asch.